# Mark A. Cane
Mark A. Cane (* 20. Oktober 1944 in Brooklyn) ist ein US-amerikanischer Klimaforscher und Ozeanograph, bekannt für Forschungen zu El Niño, insbesondere der ersten numerischen Vorhersage des Phänomens in den 1980er Jahren.

## Leben
Cane, der Sohn eines Schuldirektors, studierte Mathematik an der Harvard University mit dem Bachelor-Abschluss 1965 und dem Master-Abschluss 1966 und war damals sehr aktiv in der Bürgerrechtsbewegung (Organisierung von afroamerikanischen Wählern in den Südstaaten) und in Anti-Vietnamkriegs-Protesten, weshalb er sich eine Aus-Zeit als Wissenschaftler nahm. 1966 bis 1970 war er Mathematiker bei Computer Applications Inc., 1970 bis 1972 Assistant Professor für Mathematik am New England College, 1975/76 Fellow in Ozeanographie des National Research Council und 1976 bis 1978 Analytiker bei Sigma Data Services Inc.  1975 wurde er am Massachusetts Institute of Technology (MIT) in Meteorologie promoviert. 1977/78 war er Adjunct Professor in der Fakultät für Geowissenschaften der Columbia University und 1978/79 Wissenschaftler im Bereich Ozeanographie am Goddard Space Flight Center der NASA. 1979 wurde er Assistant Professor am MIT und später Associate Professor. 1984 bis 1987 war er Wissenschaftler (ab 1987 Senior Scientist) am  Lamont-Doherty Earth Observatory der Columbia University und  er ist Adjunct Professor an der Columbia University.
Er entwickelt Klimamodelle und befasst sich insbesondere mit der gegenseitigen Wechselwirkung von Ozeanströmungen und Winden. Unabhängig von S. George Philander war er wesentlich an der Aufklärung des El Nino Phänomens im Pazifik und allgemein der Southern Oscillation (ENSO) beteiligt.  Mit seinem Studenten Stephen Zebiak benutzte er die Daten des starken El Nino von 1982/83, um mit seinem Modell einen El Nino für 1986 vorherzusagen, der zunächst ausblieb, dann aber doch später im Jahr kam. Das weiter verbesserte Modell sagte auch andere El Nino´s vorher wie den besonders starken von 2015/16. Für die Daten wurden Beobachtungsbojen im Pazifik installiert und seine von ihm und anderen weiterentwickelten Modelle dienen in vielen Ländern als Basis für die El Nino Vorhersage. Er selbst gründete dazu 1996 an der Columbia University das International Research Institute for Climate and Society (IRI), er half aber auch bei der Etablierung von solchen Vorhersagezentren in Entwicklungsländern.
1994 fand er mit seinem Studenten Gidon Eshel einen Zusammenhang von El Nino mit den Erträgen von Mais-Ernten in Zimbabwe, was zeigte, dass der Effekt bis nach Afrika Auswirkungen zeigte. 2011 warnte er vor Bürgerkriegen in Gebieten, die von extremen Wetterbedingungen in Folge von El Nino betroffen sind und 2015 veröffentlichte er einen Aufsatz, in dem er den syrischen Bürgerkrieg auf Klimaverschiebungen in Zusammenhang mit der globalen Erwärmung zurückführte. Er befasst sich auch mit Erklärungen von abrupten Klimaschwankungen in den letzten tausend Jahren durch Modelle.
1982 war er Gastprofessor am Naturgeschichtsmuseum in Paris und ab 1991 Gastwissenschaftler am Jet Propulsion Laboratory.
2017 erhielt er mit S. George Philander den Vetlesen-Preis für ihre Forschungen zu El Nino. 1992 erhielt er die Sverdrup Gold Medal der American Meteorological Society, deren Fellow er ist, und 2013 die Maurice Ewing Medal der American Geophysical Union (AGU). Er ist Fellow der American Association for the Advancement of Science und der AGU. 2002 wurde er in die American Academy of Arts and Sciences gewählt, 2013 in die National Academy of Sciences.

## Schriften (Auswahl)
Außer den in den Fußnoten zitierten Arbeiten.
- mit Edward Sarachik: The El Niño-Southern oscillation phenomenon, Cambridge UP 2010
- Oceanographic events during El Nino, Science, Band 222, 1983, S. 1189–1195
- mit S. E. Zebiak: A Theory for El-Niño and the Southern Oscillation. Science, Band 228, 1985, S. 1085–1087.
- mit  S. E. Zebiak,  S. C. Dolan: Experimental Forecasts of El-Niño. Nature, Band 321, 1986, S. 827–832.
- El-Niño. Annual Review of Earth and Planetary Sciences, Band 14, 1986, S. 43–70.
- mit Zebiak: A Model El Niño–Southern Oscillation, Monthly Weather Review, Band  115, 1987, S. 2262–2278

- mit T. P. Barnett, Zebiak. u. a.:  On the prediction of the El Niño of 1986 - 1987. Science, Band 241, 1988, S. 192–196.
- mit E. Tziperman, L. Stone, H. Jarosh: El Nino chaos: Overlapping of resonances between the seasonal cycle and the Pacific ocean-atmosphere oscillator, Science, Band 264, 1994, S. 72–74
- mit A. C. Clement, A. Kaplan, Y. Kushnir u. a.: Twentieth-century sea surface temperature trends, Science, Band 275, 1997, S. 957–960
- mit A. Kaplan, Y. Kushnir, A. C. Clement, M. Benno Blumenthal, Balaji Rajagopalan: Analyses of global sea surface temperature 1856–1991, Journal of Geophysical Research: Oceans, Band 103, 1998, S. 18567–18589
- mit M. Latif u. a.: A review of the predictability and prediction of ENSO, Journal of Geophysical Research: Oceans, Band 103, 1998, S. 14375–14393
- mit A. C. Clement, R. Seager: Orbital controls on the El Nino/Southern Oscillation and the tropical climate, Paleoceanography, Band 14, 1999, S. 441–456
- mit K. K. Kumar, B. Rajagopalan: On the weakening relationship between the Indian monsoon and ENSO, Science, Band 284, 1999, S. 2156–2159
- mit L. Goddard, S. J. Mason, S. E. Zebiak, C.F. Ropelewski, R. Basher: Current approaches to seasonal to interannual climate predictions, International Journal of Climatology, Band 21, 2001, S. 1111–1152
- mit P. Molnar: Closing of the Indonesian seaway as a precursor to east African aridification around 3–4 million years ago, Nature, Band 411, 2001, S. 157–162
- mit D. Chen, A. Kaplan, S. E. Zebiak, D. Huang: Predictability of El Niño over the past 148 years, Nature, Band 428, 2004, S. 733–736
- mit E.R. Cook, R. Seager, D.W. Stahle: North American drought: reconstructions, causes, and consequences, Earth-Science Reviews, Band 81, 2007, S. 93–134